# 디야나 볼란차
디야나 볼란차(크로아티아어: Dijana Bolanča, 1974년 10월 30일 ~ )는 크로아티아의 배우이다.